# 合肥城建
合肥城建发展股份有限公司（深交所：002208，英文：Hefei Urban Construction Development Co., Ltd，简称：合肥城建），是中国深圳证券交易所的一家上市公司，同时也是合肥市人民政府国有资产监督管理委员会监管的合肥市属国有企业，公司主要从事住宅地产、商业地产及写字楼的开发建设。公司成立于1999年9月7日，2008年1月28日在深圳证券交易所中小板挂牌上市，是安徽省首家房地产上市公司。
2016年，公司实现营业收入26.27亿元，净利润1.09亿元。